# 8 d'Andròmeda
8 d'Andròmeda (8 Andromedae) és una gegant vermella de la constel·lació d'Andròmeda. És de magnitud aparent 4,85 i es troba a 655 anys llum del sistema solar.
8 d'Andròmeda és una geganta vermella de tipus espectral M2III amb una temperatura efectiva de 3.730 K.
Semblant a Mirach (β Andromedae) –en aquesta mateixa constel·lació–, Menkar (α Ceti) o γ Hydri, és una de les poques gegantes vermelles que poden ser observades a simple vista.
El seu radi és 30 vegades més gran que el radi solar i gira sobre si mateixa amb una velocitat de rotació projectada de 5 km/s.
El contingut metàl·lic de 8 Andromedae és superior al solar ([Fe/H] = +0,27), sent la seva abundància relativa de ferro un 86% major que l'existent en el Sol.
És possible que sigui una estrella variable –la seva variabilitat no ha estat confirmada–, rebent la denominació de variable provisional ZI 2130.
8 d'Andròmeda té diverses companyes visuals que poden estar físicament relacionades amb ella. Les dues més properes són 8 d'Andròmeda B, estrella de magnitud 13 situada a 8 segons d'arc, i 8 d'Andròmeda P, una companya més tènue de magnitud 16, a 15 segons d'arc. A una mica menys d'un minut d'arc es troba 8 d'Andròmeda D (magnitud 11,6), mentre que 8 d'Andròmeda C (magnitud 10,7) es troba a més de 3 minuts d'arc.